# Комедия секса в летнюю ночь
«Комедия секса в летнюю ночь» или «Сексуальная комедия в летнюю ночь» (англ. A Midsummer Night's Sex Comedy) — комедия, снятая Вуди Алленом в 1982 году.

## Сюжет
Действие фильма происходит в летний уик-энд (время действия фильма — около 1900 года). Сюжет основан на взаимоотношениях между тремя парами: это чудаковатый изобретатель Эндрю (Вуди Аллен) и его жена Эдриан (Мэри Стинберджен), люди строгих нравов, у которых недавно начались проблемы в постели; преисполненный важности и материалистических взглядов университетский профессор Леопольд (Хосе Феррер) и его невеста Ариэль (Миа Фэрроу), играющая роль интеллигентной девушки, на деле далеко не скромная; и похотливый доктор Максвелл (Тони Робертс) с не менее похотливой медсестрой Далси (Джули Хагерти). Профессор и доктор со своими спутницами приезжают в загородный дом Эндрю. Оказывается, что невеста профессора, Ариэль — это «упущенная возможность» Эндрю, и своим появлением она бередит его старую рану. Ловелас-доктор тоже с интересом посматривает на Ариэль, а профессор, считая последние часы свободы перед свадьбой, заглядывается на страстную медсестру. Сама же Ариэль тоже не против исправить прошлое, а жена изобретателя пытается выведать у Далси секреты успеха в постели.
В течение всего фильма все пытаются уладить свои любовные дела, постоянно попадая в неловкие ситуации. В конце концов, Ариэль и Эндрю понимают, что прошлое — это всего лишь красивое прошлое, у которого не может быть продолжения в будущем; отношения между Эндрю и Эдриан налаживаются, а старый профессор умирает во время оргазма, занимаясь сексом с медсестрой Далси, освободив таким образом дорогу по-настоящему влюбившемуся в Ариэль бабнику-доктору.

## В ролях
- Вуди Аллен — Эндрю
- Миа Фэрроу — Ариэль
- Хосе Феррер — Леопольд
- Джули Хагерти — Далси
- Мэри Стинберджен — Эдриан
- Тони Робертс — Максвелл
- Кейт Макгрегор-Стюарт — миссис Бейкер

## Интересные факты
- В 1983 году Миа Фэрроу была номинирована на премию «Золотая малина» худшей актрисе.
- Фильм был снят в деревушке Покантико-Хиллс (Pocantico Hills) в штате Нью-Йорк.